# 沃爾斯泰德法
全國禁酒法（英語：National Prohibition Act），非正式稱為沃爾斯泰德法（Volstead Act），是建立美國禁酒令的第18修正案（1919年1月批准）的細節。反酒館聯盟的韦恩·惠勒構思並起草了議案，該議案以管理立法的衆議院司法委員會主席安德魯·沃爾斯泰德命名。

## 程序
美國憲法第十八修正案禁止生產、銷售和運輸「使醉的酒」，但沒有給「使人醉的酒」下定義或規定處罰。它授予聯邦政府和州政府以「適當立法」執行禁令的權力。這樣的法案在1919年國會內提出，但後來此法案被第二十一修正案作廢。
這個議案曾被總統伍德羅·威爾遜否決，主要是基於技術上的理由，因為它也涵蓋了戰時禁酒，但他的否決在同一天的1919年10月27日被衆議院所推翻，而參議院在一天後也推翻否決。該法案的三個不同目的：
1. 禁止使人醉的飲料
2. 管制生產、銷售或運輸使醉的酒（但不管制消費）
3. 確保充足的酒精供應，並提倡其在科學研究和燃料、染料開發，以及其他合法工業和實踐應用，例如宗教儀式

進一步規定是「除非得到該法案批准，否則任何人不得生產、銷售、以貨易貨、運輸、進口、出口、運送或提供任何令人醉的酒。」 它沒有特別禁止使用使醉的酒。法案將使人醉的酒界定為任何含有超過0.5％酒精量的飲料，並取代所有現存生效的禁酒法。

## 強制實施和影響
酒精飲料的生產、進口和分銷被犯罪幫派接管，這些幫派在暴力衝突中相互爭奪市場控制權，包括謀殺。奧馬哈的湯姆·丹尼森和芝加哥的艾爾·卡彭等主要黑幫在當地和全國都變得富有，並受人敬佩。因為這些幫派變得富有而使得執法困難，幫派往往能夠賄賂報酬過低和人手不足的執法人員，並得以聘請高價的律師。許多市民都同情私酒販，有市民受到非法地下酒吧的浪漫所誘惑，地下酒吧也被稱為「瞎虎」（blind tiger）。1920年代期間的社會道德變得鬆散，包括在上層社會經濟群體中推廣雞尾酒和雞尾酒會。那些傾向使權威人士經常被恐嚇，甚至被謀殺。幾個主要的城市，尤其是那些酒類進口的主要地點（包括芝加哥和底特律），幫派擁有龐大的政治勢力。一名密芝根州警察曾經突襲底特律的Deutsches Haus，抓獲了市長、警長和當地議員。
禁酒令於1920年1月17日午夜生效，而首次有記錄的沃爾斯泰德法的違法行為發生於1月17日午夜12時59分在芝加哥。據警方報告，六名武裝分子從兩個貨運列車中偷取了價值10萬美元的「藥用」威士忌 。這種私酒趨勢造成了骨牌效應，犯罪遍布全美各地。一些幫派領導人在沃爾斯泰德法生效前幾個月藏酒。在當時最低限度的警察監視很大程度上有助於維持利潤豐厚的私酒生意。被禁酒部門指派負責伊利諾州、艾奧瓦州全境和部分威斯康辛州的探員只有134名。芝加哥警察局長Charles C. Fitzmorris在禁酒令期間說：「我的警員中有百分之六十有從事私酒生意。」

## 被廢除
隨著越來越多社會無視該法律，以及有組織犯罪暴力的增加，禁酒令失去了擁護者。到1933年，公眾對禁酒令的反對已經變得壓倒性。同年3月，國會通過了寇倫-哈里森法，使「3.2啤酒」（即酒精含量為3.2%（重量）或4%（體積）的啤酒）和酒精含量同樣低的酒合法化，而不是原本沃爾斯泰德法規定的0.5%限制。
國會於1933年2月通過了布萊恩法，這是一項擬議的憲法修正案，旨在廢除第十八修正案以結束禁酒令。1933年12月5日，猶他州成為第36個批准第二十一條修正案的州份，該修正案廢除了第十八修正案，使沃爾斯泰德法失效，並將酒精的控制權恢復到各州。反過來，各州都將酒精合法化，或者將酒精合法性的控制權交給組成它們的縣和省，導致了乾縣（禁酒縣）的產生，其中大部分在南方地區。

## 外部連結
- National Prohibition Act (Volstead Act) in MNopedia, the Minnesota Encyclopedia （页面存档备份，存于）